# Pics de Clarabide
Pour les articles homonymes, voir Clarabide (homonymie).
Les pics de Clarabide sont un ensemble de trois pics situés dans la vallée du Louron dans les Hautes-Pyrénées. Ils culminent à 3 012, 3 020 et 3 010 m.
Ils se situent sur la frontière entre l'Espagne et la France.

## Géographie

### Topographie
Ils sont situés sur la commune espagnole de Benasque, à l'extrême nord de la province de Huesca, et sur la commune française de Loudenvielle, vallon d'Aygues Tortes dans les Hautes-Pyrénées.
Le pic est situé entre le port supérieur de Pouchergues au nord-est et le port de Clarabide (2 615 m) au sud-ouest. Il surplombe au nord-ouest le lac de Clarabide (2 648 m).

### Hydrographie
Le sommet délimite la ligne de partage des eaux entre le bassin de la Garonne, qui se déverse dans l'Atlantique côté nord, et le bassin de l'Èbre, qui coule vers la Méditerranée côté sud.